# Riky Rick
Рихадо Музивендлову Махадо (англ. Rikhado Muziwendlovu Makhado; 20 июля 1987 — 23 февраля 2022), более известный как Riky Rick — южноафриканский рэпер, певец и автор песен. Он являлся создателем лейбла Cotton Club Records. Махадо входил в состав Boyz N Bucks.

## Карьера
Рихадо Музивендлову Махадо родился 20 июля 1987 года и вырос в поселке КваМашу недалеко от Дурбана, Натал.
В 2014 году вышел его первый сингл «Barbershop» при участии Da L.E.S. Затем он выпустил песни «Nafukwa» и «Amantombazane»
.
3 апреля 2015 года был выпущен его дебютный студийный альбом Family Values, получивший положительные отзывы музыкальных критиков. Он был признан платиновым RiSA. 24 апреля 2016 года был выпущен его сингл «Sondela» при участии Zano. 28 октября вышел трек «Boss Zonke». В июне 2016 года был выпущен его сингл «Sidlukotini».
Махадо выпустил мини-альбом Scooby Snacks EP. В ноябре 2018 года Махадо объявил о своём первом концерте под названием Cotton Fest, хедлайнером которого стал 2 февраля 2019 года.
2 июля 2021 года он выпустил сингл «Forever» совместно с Frank Casino.

## Личная жизнь
Махадо был женат. У пары два ребёнка. Он сохранял трезвость после алкогольной и наркотической зависимостей в юности.

## Смерть
Махадо покончил жизнь самоубийством 23 февраля 2022 года, оставив предсмертную записку в твиттере. На протяжении многих лет он боролся с депрессией.

## Дискография

### Студийные альбомы
| Название      | Детали                                                                                              | Сертификации     |
| ------------- | --------------------------------------------------------------------------------------------------- | ---------------- |
| Family Values | - Выпущен: 3 апреля 2015 - Лейбл: Makhado Makhado Agency - Форматы: Компакт-диск, цифровая загрузка | RISA: Платиновый |

### Мини-альбомы
| Название         | Детали                                                                                                |
| ---------------- | --- |
| Scooby Snacks EP | - Выпущен: 25 мая 2017 - Форматы: Компакт-диск, цифровая загрузка                                     |
| Stay Shining EP  | - Выпущен: 3 ноября 2017 - Лейбл: Sound African Recordings - Форматы: Компакт-диск, цифровая загрузка |

### Микстейпы
- Comeback Kid (2011)
- Fear The Hunter (совместно с Trinity) (2018)

## Награды и номинации
| Год  | Награда                      | Категория               | Результат | Примечания |
| ---- | ---------------------------- | ----------------------- | --------- | ---------- |
| 2021 | South African Hip Hop Awards | Лучшая коллаборация     | Победа    | [ 22 ]     |
| 2021 | South African Hip Hop Awards | Исполнитель десятилетия | Номинация | [ 22 ]     |
| 2021 | South African Hip Hop Awards | MVP/Hustler года        | Победа    | [ 22 ]     |